# Adalgisa Impastato
Adalgisa Impastato (Alcamo, 2 gennaio 1974) è un'ex cestista italiana.
Playmaker di 170 cm, ha giocato in Serie A1 con Alcamo, Messina, Termini e Priolo Gargallo.

## Carriera
Ha esordito nella massima serie con la formazione della sua città, rimanendo per tre stagioni. Si è affermata a livello europeo nel 1996, quando con lo Sport Club Alcamo ha raggiunto la finale di Coppa Ronchetti, persa contro le francesi del Tarbes Gespe Bigorre. Nel 1998 è tornata a partecipare alla competizione con il Messina, senza però superare il primo turno.
Nel 2000-01 giocava con la Vini Corvo Termini Imerese, l'anno dopo è passata al Priolo.
Nel 2001-02 è stata vittima di un serio infortunio in seguito ad uno scontro con Mery Andrade, giocatrice della Pool Comense, che le ha causato un trauma cranico. La giocatrice del Priolo ha richiesto anche di poterla denunciare per il comportamento pericoloso tenuto in campo. Nel 2002-03 si conferma tra le titolari della squadra siracusana e diventa anche capitano.
Nel 2003-04 segna 99 punti in 14 partite della prima fase di Serie A1 con l'Acer Priolo, conquistando poi la salvezza nella seconda fase del campionato.
Nel 2005 si ritira dalla pallacanestro giocata per lavorare a scuola. In estate, viene comunque contattata da Priolo per costruire una squadra competitiva per la stagione 2005-06.
Dal 2009-10 è la dirigente accompagnatrice della Gea Magazzini Alcamo.

## Statistiche
Dati aggiornati al 21 settembre 2011
| Stagione        | Squadra              | Competizione | Partite | Partite | Partite | Statistiche tiro | Statistiche tiro | Statistiche tiro | Altre statistiche | Altre statistiche | Altre statistiche | Altre statistiche | Altre statistiche |
| Stagione        | Squadra              | Competizione | Pres.   | Titol.  | Minuti  | Tiri da 2        | Tiri da 3        | Liberi           | Rimb.             | Assist            | Rubate            | Stopp.            | Punti             |
| --------------- | -------------------- | ------------ | ------- | ------- | ------- | ---------------- | ---------------- | ---------------- | ----------------- | ----------------- | ----------------- | ----------------- | ----------------- |
| 1994-1995       | Sicilgesso Alcamo    | Serie A1     | 27      |         | 789     | 37/77            | 24/72            | 26/39            | 46                | 17                | 45                |                   | 172               |
| 1995-1996       | Don Rizzo Alcamo     | Serie A1     | 26      |         | 643     | 34/79            | 26/67            | 15/21            | 30                | 14                | 41                |                   | 161               |
| 1996-1997       | Bianco d'Alcamo      | Serie A1     | 21      |         | 658     | 35/127           | 9/39             | 42/62            | 35                | 2                 | 40                |                   | 139               |
| 2001-2002       | Trogylos Priolo      | Serie A1     | 21      |         | 733     | 38/118           | 22/74            | 54/80            | 32                | 35                | 38                |                   | 196               |
| 2002-2003       | Acer Priolo          | Serie A1     | 26      |         | 871     | 47/135           | 12/41            | 58/77            | 69                | 44                | 54                |                   | 188               |
| 2003-2004       | Acer Priolo          | Serie A1     | 25      |         | 663     | 44/101           | 14/45            | 43/72            | 52                | 24                | 35                | 2                 | 192               |
| 2004-2005       | Acer Priolo          | Serie A1     | 0       | 0       | 0       | 0                | 0                | 0                | 0                 | 0                 | 0                 | 0                 | 0                 |
| gen. '06-'06    | Ginnastica Triestina | Serie A2     | 13      | 7       | 339     | 16/48            | 7/28             | 17/26            | 29                | 11                | 18                | 1                 | 73                |
| Totale carriera |                      |              |         |         |         |                  |                  |                  |                   |                   |                   |                   |                   |